# Nati nel 1776
| Questa pagina contiene informazioni ricavate automaticamente dalle voci biografiche con l'ausilio del template Bio e di un bot. L'aggiornamento è periodico e automatico e ricostruisce completamente la pagina. Se manca una persona in questa lista, sei pregato di non aggiungerla, ma accertati piuttosto che la sua voce biografica contenga il template Bio e che i dati anagrafici siano correttamente compilati. Se il template Bio manca, inseriscilo tu stesso o, in alternativa, metti l'avviso {{tmp\|Bio}} che ne segnala la mancanza. Se i dati riportati sono sbagliati, correggi direttamente la voce biografica; le modifiche saranno visibili in questa lista entro pochi giorni. Per chiarimenti vedi il progetto biografie. La lista contiene solo le 191 persone che sono citate nell'enciclopedia e per le quali è stato implementato correttamente il template Bio. Pagina aggiornata al 26 giu 2025. |

## Gennaio(9)
- 1º gennaio - Vittorio Fraschini, magistrato e politico italiano († 1858)
- 4 gennaio - Bernardino Drovetti, collezionista d'arte, esploratore e diplomatico italiano († 1852)
- 4 gennaio - Jean-Baptiste Prosper Jollois, ingegnere e egittologo francese († 1842)
- 6 gennaio - Ferdinand von Schill, ufficiale prussiano († 1809)
- 8 gennaio - Thomas Langlois Lefroy, politico e giudice irlandese († 1869)
- 10 gennaio - Luigi Francesetti di Mezzenile, politico e nobile italiano († 1850)
- 15 gennaio - Guglielmo Federico di Hannover, nobile inglese († 1834)
- 24 gennaio - Ernst Theodor Amadeus Hoffmann, scrittore, compositore e pittore tedesco († 1822)
- 25 gennaio - Johann Joseph von Görres, scrittore, storico e pubblicista tedesco († 1848)

## Febbraio(14)
- 4 febbraio - Marc Bédarride, scrittore francese († 1846)
- 4 febbraio - Luigi Muzzi, letterato, filologo e epigrafista italiano († 1865)
- 4 febbraio - Ignacy Ludwik Pawłowski, arcivescovo cattolico polacco († 1842)
- 4 febbraio - Gottfried Reinhold Treviranus, naturalista tedesco († 1837)
- 9 febbraio - Pëtr Ivanovič Rikord, ammiraglio russo († 1855)
- 11 febbraio - Giovanni Capodistria, politico e diplomatico greco († 1831)
- 14 febbraio - Christian Gottfried Daniel Nees von Esenbeck, botanico, entomologo e fisico tedesco († 1858)
- 15 febbraio - Jean-Pierre Boyer, militare e politico haitiano († 1850)
- 17 febbraio - Francesco Giuseppe Bini, fantino italiano
- 21 febbraio - Vincenzo Lavigna, compositore italiano († 1836)
- 23 febbraio - Aleksej Grigor'evič Ščerbatov, nobile e ufficiale russo († 1848)
- 24 febbraio - Mario Pieri, letterato italiano († 1852)
- 27 febbraio - Andrea Nozzari, tenore italiano († 1832)
- 28 febbraio - Carlo Alberto III di Hohenlohe-Waldenburg-Schillingsfürst, principe austriaco († 1843)

## Marzo(17)
- 3 marzo - Louise Sébastienne Danton Dupin, francese († 1856)
- 4 marzo - Guillaume Emmanuel Guignard de Saint-Priest, generale russo († 1814)
- 5 marzo - Michele Leoni, letterato italiano († 1858)
- 9 marzo - Giuseppe d'Asburgo-Lorena, nobile e politico austriaco († 1847)
- 10 marzo - Luisa di Meclemburgo-Strelitz, regina prussiana († 1810)
- 13 marzo - Gaetano Matteo Monti, scultore italiano († 1847)
- 14 marzo - Eustahija Arsić, mecenate e scrittrice serba († 1843)
- 15 marzo - Melchiorre Dore, poeta, scrittore e presbitero italiano († 1851)
- 16 marzo - Agostino Lascaris di Ventimiglia, politico italiano († 1838)
- 18 marzo - Jacques-André Jacquelin, drammaturgo, paroliere e poeta francese († 1827)
- 19 marzo - Vasilij Andreevič Tropinin, pittore russo († 1857)
- 20 marzo - Richard Temple-Nugent-Brydges-Chandos-Grenville, I duca di Buckingham e Chandos, politico britannico († 1839)
- 25 marzo - Germanos, vescovo ortodosso greco († 1826)
- 26 marzo - Anna Tyszkiewicz, scrittrice e nobile polacca († 1867)
- 26 marzo - Anton Gundakar von Starhemberg, militare e nobile austriaco († 1842)
- 27 marzo - Charles-François Brisseau de Mirbel, botanico e politico francese († 1854)
- 27 marzo - José Manuel Herrera, presbitero, politico e scrittore messicano († 1831)

## Aprile(15)
- 1º aprile - Sophie Germain, matematica francese († 1831)
- 5 aprile - Gaspare Coller, magistrato e politico italiano († 1855)
- 6 aprile - Alphonse Giroux, restauratore e ebanista francese († 1848)
- 7 aprile - Franz Erwein von Schönborn-Wiesentheid, nobile, politico e collezionista d'arte tedesco († 1840)
- 13 aprile - Giuseppe Pecci, cardinale e vescovo cattolico italiano († 1855)
- 16 aprile - Giuseppe Gromo di Ternengo, magistrato e politico italiano († 1851)
- 17 aprile - Giulio Corbo, politico e economista italiano († 1856)
- 19 aprile - Vasilij Michajlovič Golovnin, navigatore e esploratore russo († 1831)
- 20 aprile - Alexandre d'Alton, generale francese († 1859)
- 24 aprile - Franjo Vlašić, militare, nobile e politico austriaco († 1840)
- 25 aprile - Maria di Hannover, nobile inglese († 1857)
- 25 aprile - James Miller, militare statunitense († 1851)
- 25 aprile - Edward Solly, mercante, collezionista d'arte e patriota britannico († 1844)
- 27 aprile - Hyacinthe Jadin, compositore e direttore d'orchestra francese († 1800)
- 29 aprile - Giovanni D'Andrea, economista e politico italiano († 1841)

## Maggio(10)
- 4 maggio - Johann Friedrich Herbart, filosofo e pedagogista tedesco († 1841)
- 6 maggio - Pëtr Michajlovič Volkonskij, generale russo († 1852)
- 7 maggio - Dániel Berzsenyi, poeta ungherese († 1836)
- 7 maggio - Jacopo Gråberg di Hemsö, geografo e diplomatico svedese († 1847)
- 10 maggio - Pedro Villacampa y Periel, generale spagnolo († 1854)
- 16 maggio - Luigi Lambruschini, cardinale, arcivescovo cattolico e politico italiano († 1854)
- 17 maggio - Amos Eaton, botanico e educatore statunitense († 1842)
- 20 maggio - Simon Fraser, esploratore britannico († 1862)
- 20 maggio - Giuseppe di Hohenzollern-Hechingen, vescovo cattolico tedesco († 1836)
- 21 maggio - Pavel Andreevič Šuvalov, ufficiale russo († 1823)

## Giugno(13)
- 1º giugno - Giuseppe Zamboni, abate e fisico italiano († 1846)
- 8 giugno - Thomas Rickman, architetto e antiquario inglese († 1841)
- 9 giugno - Francesco Borghese, nobile, militare e politico italiano († 1839)
- 11 giugno - John Constable, pittore inglese († 1837)
- 12 giugno - Karl Friedrich Burdach, fisiologo tedesco († 1847)
- 12 giugno - Pierre Révoil, pittore francese († 1842)
- 13 giugno - José Manuel de Goyeneche, militare spagnolo († 1846)
- 19 giugno - Illarion Vasil'evič Vasil'čikov, politico e generale russo († 1847)
- 20 giugno - Bosquier-Gavaudan, attore teatrale e commediografo francese († 1843)
- 20 giugno - Luigi Del Drago, cardinale italiano († 1845)
- 21 giugno - Giuseppa di Fürstenberg-Weitra, nobildonna tedesca († 1848)
- 24 giugno - Giovanni Rosini, poeta, romanziere e drammaturgo italiano († 1855)
- 28 giugno - Charles Mathews, attore teatrale e direttore teatrale inglese († 1835)

## Luglio(10)
- 1º luglio - Sophie Gay, scrittrice francese († 1852)
- 2 luglio - Federico Cassitto, scrittore, politico e economista italiano († 1853)
- 13 luglio - Amalia Cristiana di Baden, nobildonna († 1823)
- 13 luglio - Carolina di Baden, regina († 1841)
- 14 luglio - Pierre Daumesnil, generale francese († 1832)
- 16 luglio - Ludwig Heinrich Bojanus, medico e naturalista tedesco († 1827)
- 16 luglio - Johann von Soldner, matematico, fisico e astronomo tedesco († 1833)
- 17 luglio - René Théodore Berthon, pittore francese († 1859)
- 18 luglio - Alerino Palma, scrittore, magistrato e rivoluzionario italiano († 1851)
- 22 luglio - Federico di Hohenzollern-Hechingen, principe († 1838)

## Agosto(22)
- 1º agosto - Archibald Acheson, II conte di Gosford, politico irlandese († 1849)
- 1º agosto - Francesca Scanagatta, militare italiana († 1864)
- 2 agosto - Friedrich Stromeyer, chimico tedesco († 1835)
- 4 agosto - Pierre-Simon Ballanche, scrittore e filosofo francese († 1847)
- 4 agosto - Wenzel Sedlák, arrangiatore e clarinettista boemo († 1851)
- 7 agosto - Amalia di Nassau-Weilburg, nobile tedesca († 1841)
- 8 agosto - Nikolaj Aleksandrovič Chvostov, navigatore russo († 1809)
- 9 agosto - Amedeo Avogadro, fisico e chimico italiano († 1856)
- 9 agosto - Jacob Munch, pittore norvegese († 1839)
- 15 agosto - Ignaz von Seyfried, compositore e direttore d'orchestra austriaco († 1841)
- 16 agosto - Amalie von Imhoff, scrittrice e poetessa tedesca († 1831)
- 16 agosto - Monaldo Leopardi, filosofo e politico italiano († 1847)
- 16 agosto - Philipp Jakob Riotte, compositore tedesco († 1856)
- 17 agosto - Wilhelm Benecke, mercante e saggista tedesco († 1837)
- 18 agosto - Agustín Argüelles, politico e diplomatico spagnolo († 1844)
- 18 agosto - Thomas Howard, XVI conte di Suffolk, nobile e politico britannico († 1851)
- 21 agosto - Elizabeth Parke Custis, politica e socialite statunitense († 1831)
- 22 agosto - Carlo Amati, architetto italiano († 1852)
- 23 agosto - Josef Hoene-Wronski, filosofo polacco († 1853)
- 27 agosto - Barthold Georg Niebuhr, storico e politico tedesco († 1831)
- 29 agosto - François Marie Daudin, zoologo e naturalista francese († 1803)
- 29 agosto - Georg Friedrich Treitschke, librettista e entomologo tedesco († 1842)

## Settembre(12)
- 2 settembre - Toussaint du Breil de Pontbriand, ufficiale e nobile francese († 1844)
- 4 settembre - Guglielmo Ansaldi, patriota italiano († 1851)
- 4 settembre - Giuseppa Tornielli Bellini, nobildonna italiana († 1837)
- 9 settembre - Philip Broke, nobile e militare britannico († 1841)
- 17 settembre - Luigi Mazzucchelli, generale italiano († 1868)
- 20 settembre - Matteo Ravnikar, vescovo cattolico, educatore e scrittore sloveno († 1845)
- 21 settembre - Luigi Biondi, scrittore e archeologo italiano († 1839)
- 21 settembre - John Fitchett, poeta inglese († 1838)
- 24 settembre - Angelo Maria Ricci, poeta italiano († 1850)
- 25 settembre - Jean-Baptiste Mougeot, botanico, micologo e medico francese († 1858)
- 27 settembre - Maria Versfelt, olandese († 1845)
- 29 settembre - Michele Lamparelli, medico italiano († 1857)

## Ottobre(14)
- 3 ottobre - Emanuele Repetti, geografo, storico e naturalista italiano († 1852)
- 4 ottobre - Giovanni Battista Bellè, vescovo cattolico italiano († 1844)
- 4 ottobre - Henri du Boishamon, ufficiale francese († 1846)
- 4 ottobre - Antonio Tosti, cardinale italiano († 1866)
- 6 ottobre - James Duff, IV conte di Fife, nobile e ufficiale scozzese († 1857)
- 6 ottobre - Hirata Atsutane, scrittore e filosofo giapponese († 1843)
- 6 ottobre - James Stuart-Wortley-Mackenzie, I barone di Wharncliffe, ufficiale e politico inglese († 1845)
- 11 ottobre - Pietro Nobile, architetto svizzero († 1854)
- 19 ottobre - Maurice Ourry, drammaturgo, poeta e giornalista francese († 1843)
- 21 ottobre - George Izard, politico e militare statunitense († 1828)
- 28 ottobre - Francesco Calabrò, medico italiano († 1859)
- 28 ottobre - Giovanni Giraud, drammaturgo, poeta e banchiere italiano († 1834)
- 28 ottobre - Joachim Haspinger, religioso e patriota († 1858)
- 31 ottobre - Angelo Bellani, fisico italiano († 1852)

## Novembre(13)
- 2 novembre - Raimundo Jose da Cunha Mattos, militare e storico brasiliano († 1839)
- 4 novembre - Karoline Stahl, scrittrice e poetessa tedesca († 1837)
- 6 novembre - Mauro Bernardini, letterato e religioso italiano († 1844)
- 10 novembre - María del Pilar de Portugal, nobildonna spagnola († 1835)
- 11 novembre - Luigi Granata, agronomo e economista italiano († 1841)
- 12 novembre - Gaetano Gandolfi, anatomista e veterinario italiano († 1819)
- 14 novembre - Henri Dutrochet, medico, biologo e fisiologo francese († 1847)
- 15 novembre - Pehr Henrik Ling, fisioterapista svedese († 1839)
- 18 novembre - Mauro Rusconi, medico e naturalista italiano († 1849)
- 20 novembre - Ignaz Schuppanzigh, violinista, violista e direttore d'orchestra austriaco († 1830)
- 28 novembre - Augusta d'Assia-Homburg, nobile tedesca († 1871)
- 28 novembre - Andreas Buchner, storico tedesco († 1854)
- 30 novembre - Annibale Di Saluzzo, politico e militare italiano († 1852)

## Dicembre(14)
- 1º dicembre - Elijah Hunt Mills, politico statunitense († 1852)
- 5 dicembre - Konrad Johann Martin Langenbeck, chirurgo, oculista e anatomista tedesco († 1851)
- 10 dicembre - Maria Leopoldina d'Austria-Este, nobile austriaca († 1848)
- 10 dicembre - José Joaquín Fernández de Lizardi, giornalista e scrittore messicano († 1827)
- 16 dicembre - Johann Wilhelm Ritter, fisico e chimico tedesco († 1810)
- 18 dicembre - Juan Martín de Pueyrredón, militare e politico argentino († 1850)
- 18 dicembre - Jean Baptiste Schwilgué, orologiaio francese († 1856)
- 19 dicembre - Eusebio Bardají Azara, politico e diplomatico spagnolo († 1842)
- 19 dicembre - Edward Somerset, generale britannico († 1842)
- 20 dicembre - Giuseppe Tommaso Rossetti, generale italiano († 1840)
- 26 dicembre - Charles Hamilton Smith, artista e naturalista inglese († 1859)
- 27 dicembre - Nikolaj Michajlovič Kamenskij, generale russo († 1811)
- 29 dicembre - Gustaf af Wetterstedt, politico svedese († 1837)
- 31 dicembre - Johann Gaspar Spurzheim, medico tedesco († 1832)

## Senza giorno specificato(28)
- William Allman, botanico inglese († 1846)
- William Bagwell, politico irlandese († 1826)
- Peter Barlow, matematico inglese († 1862)
- Luigi Basoli, pittore italiano († 1848)
- Gioachino Bellone, burattinaio italiano († 1851)
- Teresa Bertinotti-Radicati, soprano italiano († 1854)
- Chikutō Nakabayashi, pittore giapponese († 1853)
- Robert Cocking, pittore e inventore britannico († 1837)
- Mary Boddington, scrittrice e viaggiatrice irlandese († 1840)
- Aleksej Egorovič Egorov, pittore e disegnatore russo († 1851)
- Feng Keshan, rivoluzionario cinese († 1813)
- Gennaro Galbiati, medico e chirurgo italiano († 1844)
- Fortunée Hamelin, francese († 1851)
- Hussein Shah di Johor, sovrano malese († 1835)
- Urban Jürgensen, orologiaio danese († 1830)
- Jean Lafitte, pirata francese († 1826)
- Joshua Milne, matematico britannico († 1851)
- Stefano Murialdo, scultore italiano († 1838)
- Baksh Nasikh, poeta indiano († 1838)
- Giovanni Perego, pittore, scenografo e architetto italiano († 1817)
- Cristino Rasponi, mecenate italiano († 1845)
- Wilhelm Christian Raster, politico e traduttore tedesco
- Giovanni Battista Scotti, pittore e decoratore italiano († 1830)
- Joseph Lee Smith, avvocato e militare statunitense († 1846)
- Christian Friedrich Tieck, scultore tedesco († 1851)
- Jacopo Antonio Vianelli, avvocato, giudice e poeta italiano († 1821)
- Lorenzo De Conciliis, patriota italiano († 1866)
- Louis-Étienne Héricart de Thury, politico e scienziato francese († 1854)